# إدواردو كاراسكو
إدواردو كاراسكو (بالإسبانية: Eduardo Carrasco Pirard) هو كاتب أغاني ومغني وموسيقي وكاتب وشاعر تشيلي، ولد في 2 يوليو 1940 في سانتياغو في تشيلي.

## وصلات خارجية
- إدواردو كاراسكو على موقع ميوزك برينز (الإنجليزية)
- إدواردو كاراسكو على موقع أول ميوزيك (الإنجليزية)
- إدواردو كاراسكو على موقع ديسكوغز (الإنجليزية)